# Pedro Dautant
Pedro Federico Dautant fue un marino de origen francés que luchó como corsario al servicio de la República Argentina y de la Liga de los Pueblos Libres en la Guerra de la Independencia Argentina, contra la Invasión luso-brasileña y en la Guerra del Brasil.

## Biografía
Pierre Frédéric D'Autant nació en Saint-Malo, Francia, ca 1790.

### Corsario de las Provincias Unidas
En 1813 fue armado en corso el lugre o falúa La Bruja, embarcación fluvial que en algunas fuentes consta como propiedad del estado. El gobierno de las Provincias Unidas del Río de la Plata acordó a Pedro Dautant el grado de teniente de marina.
Artillado con un cañón de a 12 y otro de a 8 y tripulado por 20 hombres inició sus operaciones en el Río de la Plata atacando buques menores de patente de la plaza realista de Montevideo y apoyando el tráfico de cabotaje de Buenos Aires y los convoyes de tropas y suministros destinados al Ejército en Operaciones en la Banda Oriental, actuando en conjunto con el lanchón armado Republicano.
En diciembre de 1813 el comandante del ejército sitiador, general José Rondeau, recomendó al corsario, comando y tripulación, al gobierno patriota por su actuación.
Operaba en costas de Montevideo desde el Arroyo Seco con un bote y una balandra como auxiliares hacia fines de 1813, logrando capturar la goleta de guerra portuguesa Correo do Pará tras duro combate. Observemos que la presa es irregular, ya que la guerra que llevó a cabo las Provincias Unidas durante esta etapa e incluso la siguiente, es 
decir durante el lapso comprendido entre 1810 y 1821, estuvo dirigida exclusivamente contra Espafia. Dautant operaria tres años después como uno de 10s más eficientes corsarios artiguista.
El 5 de enero de 1814 regresó al puerto de Buenos Aires, siendo abastecido como buque del estado. 
Tras la victoria en el Combate de Martín García (1814), el 8 de abril asumió el mando de la Dolores con la que se sumó a la escuadra sitiadora de Montevideo como transporte. Tras la caída del bastión realista ayudó a transportar al puerto de Buenos Aires parte del parque capturado.
En noviembre de ese año, desmovilizada la escuadra, la Dolores fue en parte desarmada pero conservando sus mandos hasta noviembre de 1815.

### Corsario de Artigas
Entre octubre de 1816 y enero de 1817 estuvo registrado al mando de la Gálvez, en situación de desarme, pero en ese período actuó como corsario al mando de la goleta Banda Oriental (ex María de la matrícula mercante de Buenos Aires). Inició sus operaciones en el río Uruguay, registrando el 8 de octubre de 1816 su primera presa, que fue liquidada en Purificación. Continuó operando en el Río de la Plata y en el litoral brasileño. En noviembre de 1817 se encontraba en aguas del Río de la Plata: con pabellón y patente de Artigas se presentó en la isla Martín García y comunicó al comandante Pedro Sainz de Cavia que regresaba de las costas del Brasil, donde había hecho cuatro presas portuguesas, y pedía autorización para seguir al río Uruguay. Agregaba que conducía el cargamento de su presa y que su armamento se limitaba a fusiles, pistolas y armas blancas. Según los registros, habría capturado al menos dos buques más, el bergantín Pensamiento Feliz y la sumaca Boa Fe, capturada esta última frente a Río de Janeiro.
Operó hasta fines de 1817. Liquidaba en la medida de lo posible sus presas en Colonia, ya que cuando lo intentó en Buenos Aires las autoridades negaron valor a su patente, otorgada por las autoridades de Colonia, y si bien se rehusaron a dar trato de pirata a los corsarios como exigían los portugueses, declararon a sus capturas y cargas como malas presas.
El 9 de octubre de 1818 en carta del Barón de la Laguna al Conde dos Arcos en la cual se refiere al apresamiento de la sumaca Boa Fe por Dautant, lo describe «0 apresador por nome Dautan reside em Buenos Ayres, e como baixo aventureiro, que he, nem possue estabelicimento nesta Provincia, nem gosa de propriedades, ou tem familia nesta Cidade.»
A fines de 1818 la goleta Congreso entró a Valparaíso después de un efectivo corso al mando de Fournier. Adquirida por Dautant, siguió hacia Buenos Aires al mando de Fournier y pasó a Ensenada para su reparación. En sociedad con tres negociantes de Buenos Aires y un ciudadano italiano, según reportes del Barón de la Laguna quien lo llama el «famozo Francez Douttan», tras reclutar su tripulación en la zona, acompañado de dos naves menores zarpó sin autorización y con patente de corso y pabellón de Artigas, con pabellón de Artigas «para nao comprometer os armadores» según Laguna, quien tenía noticias de que utilizaban como base de operaciones un puerto de la costa patagónica entre 39" y 40' de latitud sur, donde guardaban las presas portuguesas que luego serían llevadas a Chile o entregadas en propiedad a los ingleses.
Del crucero, iniciado a fines de 1819, no se conocen más detalles que la captura de la goleta de guerra Correo do Pará (capitán Francisco Ravello da Gama), tomada tras duro combate.
En 1819 operó en las Antillas con el Gran Guaicurú pero en ocasión de repostar en la isla de Margarita, el almirantazgo de Venezuela que residía en aquella época en la isla le decomisó el barco y un valioso cargamento, «por haber dudado de la legitimidad de la patente y propiedad». El buque y su cargamentos servirían en realidad para la expedición que preparaba entonces en aquella isla el almirante Luis Brión para libertar las provincias de Cartagena, Santa Marta y Rio Hacha.

### Guerra del Brasil
Iniciada la guerra con el Brasil Dautant volvería al corso. En los primeros meses de 1826 vendió el bergantín mercante sueco Gustav, que figuraba como propiedad suya, a Severino Prudent, con quien estaba asociado. Armado en corso en sociedad con Juan Pedro Aguirre, recibió armamento del parque de artillería (una coliza de a 16, 4 cañones de a 8 y 4 de a 4) y alistado en Buenos Aires y Ensenada de Barragán, partió con el nombre de Oriental Argentino con una tripulación de 60 hombres. El 21 de julio de 1826 varó cerca de donde se producía el combate de Quilmes, por lo que decidió arrojar su artillería para zafar y huir, lo que mereció las críticas de Guillermo Brown. En la noche del 1 de agosto mató durante una insubordinación a un marinero, hiriéndolo en la espalda a la altura del abdomen, por lo que fue separado del mando mientras se instruía sumario, actuando como fiscal Calixto Silva.
Fue reemplazado por Francisco Fourmantin quien tras recuperar la artillería y alistar el buque en Tigre, realizó un crucero fluvial entre el 20 y el 28 de octubre efectuando varias presas menores.
Absuelto, Dautant se hizo cargo del Oriental Argentino y manteniendo como segundo al mando al teniente Miguel Teodoro Spiro, tras eludir 23 buques enemigos que bloqueaban el canal, inició un segundo crucero el 2 de noviembre. El 27 de enero de 1827, Spiro arribó a Buenos Aires desde Patagones informando haber efectuado 5 presas, entre ellas un bergantín y una fragata, la Condesa da Ponte. Capturada a fines de 1826 o en enero de 1827, esta fragata o indiaman de 700 toneladas fue remitida a Carmen de Patagones.
Dautant se encontraba aún en el puerto durante la Batalla de Carmen de Patagones e integró la flota que al mando de Santiago Jorge Bynnon (sumaca Bella Flor) y compuesta también por los balleneros corsarios Hijo de Mayo e Hijo de Julio, comandados por el inglés James Harris y el francés Francisco Fourmantin, respectivamente y las goletas Emperatriz y Chiquita, recientemente capturadas a los brasileros, atacó a la flota brasilera capturando al Escudeiro y la goleta Constanza, y hundiendo a la corbeta Itaparica.
El 26 de abril de 1827 la Condesa da Ponte fue declarada buena presa y pasó a San Blas, donde fue alistada con el nombre de Gaviota, actuando como armador Severino Prudent. Demasiado grande, siendo el corsario de mayor porte de la guerra, era adecuada para el comercio pero no para operar en corso.
El comandante brasileño Guillermo Eyre comunicó a sus superiores que en la bahía San Blas se equipaban para el corso varios buques, entre ellos la Condesa de Ponte. El mando brasilero dispuso entonces enviar una nueva expedición al mando de Eyre que terminó de manera desastrosa.
Pasado momentáneamente el peligro, Dautant deidió anticipar su salida y montando 10 cañones de a 18 y una tripulación reducida de solo 80 hombres zarpó de Patagones el 23 de octubre de 1827.
En su salida, el 29 de octubre los brasileños intentaron represarla con una corbeta, dos bergantines y una goleta pero consiguió zafar por el mal tiempo de la costa bonarense. Refugiado en San Blas, a principios de noviembre inició su campaña sobre la costa brasileña operando en conjunto con los corsarios General Brandsen y Cacique del escuadrón de Jorge De Kay.
Entró a Baltimore en enero de 1828 para reaprovisionarse y completar su tripulación, zarpando para operar con el Bolívar. El 12 de abril de 1828 arribó al puerto de Gustavia, en la isla San Bartolomé, zarpando una semana después para actuar en coordinación con Fournier (25 de Mayo) y Juan Porter (Juncal). En aguas brasileñas fue atacado y hundido por el buque de guerra Maria Isabel.
De su campaña, consiguió hacer llegar al puerto de Patagones el 18 de diciembre de 1828 una presa, la barca británica Helvellyn, pero fue declarada mala presa y devuelta junto con la carga, aunque se había comprobado que pertenecía al enemigo. Alrededor de esa captura, Dautant presentó una queja contra Santiago Jorge Bynnon por mala conducta en el mar, la que fue desestimada.

### Últimos años
Dautant se afincó finalmente en Pampatar, en la isla de Margarita. Es tradición en la isla que Dautant enterró un tesoro en las colinas cercanas, y dan como prueba un Cáliz de Oro que el corsario donó a la Iglesia del Santísimo Cristo del Buen Viaje.
El 4 de octubre de 1835 al mando de la goleta Zaeta participó en el combate frente a la ensenada de La Esmeralda, durante la revolución de las Reformas que depuso al presidente José María Vargas llevando al poder al general José Antonio Páez.
Dautant murió en Pampatar, el 12 de agosto de 1837.
Había casado con Aime Sigmé, con quien tuvo varios hijos: Pedro Federico, Ana Emilia, Julia Isabel e Ignacio D'Autant y Sigmé.
Poco antes de morir, el 16 de julio de 1837 contrajo matrimonio en Pampatar con Emilia Desireé, natural de la Isla de Santo Domingo.
El 21 de abril de 1845 un decreto del Congreso de Venezuela aprobó el contrato sobre el pago celebrado por el Poder Ejecutivo con los herederos de Pedro Dautant. El Senado y la Cámara de Representantes considerando que «Pedro Dautant es uno de los antiguos acreedores de Colombia» y «que posteriormente ha producido el representante de Dautant todas las pruebas suficientes para desvanecer las dudas que ocasionaron el embargo» acordó el pago de 28500 pesos a cancelar en vales de la deuda consolidada.